# جاك دويل (لاعب كرة قاعدة)
جاك دويل (بالإنجليزية: Jack Doyle)‏ هو لاعب كرة قاعدة أمريكي، ولد في 25 أكتوبر 1869 في Killorglin ‏ في جمهورية أيرلندا، وتوفي في 31 ديسمبر 1958 في هوليوك في الولايات المتحدة.

## وصلات خارجية
- جاك دويل على موقعبيزبول رفرنس.كوم (الدوري الرئيسي) (الإنجليزية)
- جاك دويل على موقعبيزبول رفرنس.كوم (الدوري الثانوي) (الإنجليزية)